# Элгейо-Мараквет (округ)
Элгейо-Мараквет — административный округ в бывшей кенийской провинции Рифт-Валли. Его столица и наибольший город — Итен. Население округа — 454 480 человек. Площадь округа — 1630 квадратных километров.
Население округа в основном принадлежит к народностям элгейо, сенгвер и мараквет. Все они принадлежат к этнической группе календжин.